# قلعه ایوایا
قلعه ایوایا (به ژاپنی: 岩屋城) قلعه ژاپنی به سبک قلعه کوهستانی (یاماشیرو) بود که در ولایت چیکوزن امروزه دازایفو، استان فوکوئوکا ژاپن قرار داشت.